# Absolutorium
Absolutorium je způsob zakončení vzdělání na vyšších odborných školách (VOŠ) a konzervatořích. Absolutorium má formu zkoušky před zkušební komisí.
V konzervatoři se absolutorium skládá z teoretické zkoušky z odborných předmětů stanovených rámcovým vzdělávacím programem, zkoušky z cizího jazyka, absolventské práce a její obhajoby, absolventského výkonu z jednoho nebo dvou hlavních oborů, popřípadě zkoušky z umělecko-pedagogické přípravy, pokud tak stanoví rámcový vzdělávací program. Absolutorium v konzervatoři pro obor tanec se skládá z teoretické zkoušky z odborných předmětů stanovených rámcovým vzdělávacím programem, absolventské práce a její obhajoby, absolventského výkonu a zkoušky z umělecko-pedagogické přípravy. Podmínkou pro konání absolutoria je úspěšné ukončení posledního ročníku a úspěšné vykonání závěrečné komisionální zkoušky nebo maturitní zkoušky.
Absolutorium na vyšší odborné škole se skládá ze zkoušky z odborných předmětů, zkoušky z cizího jazyka a obhajoby absolventské práce, která může obsahovat též část ověřující praktické dovednosti. Podmínkou pro absolutorium je úspěšné ukončení posledního ročníku vzdělávání.
Absolventi VOŠ i konzervatoře mají právo užívat označení diplomovaný specialista (ve zkratce DiS., která se případně uvádí za jménem oddělena čárkou).